# Sandsting

Lage von Sandsting auf den Shetlands

Sandsting ist eine historische Verwaltungseinheit (Civil Parish) auf den Shetlands im Norden von Schottland. Vom Typ her handelt es sich um eine Gemeinde.
Das Gebiet des Civil Parishes liegt im Westen der Insel Mainland und grenzt sowohl im Norden als auch im Süden an das Meer. Drei Civil Parishes liegen benachbart, diese sind Delting im Nordosten, Tingwall im Südosten sowie Walls and Sandness im Westen.
Die Gegend ist dünn besiedelt. In den Küstenbereichen finden sich am ehesten landwirtschaftlich nutzbare Böden, ansonsten herrschen felsige Strukturen vor. Es gibt dort, neben Vementry und Papa Little, viele kleinere Inseln. Unter den Ortschaften sind Aith, Ayres of Selivoe, Brindister, Clousta, Effirth, Garderhouse, Gruting, Reawick, Skeld, Stanydale, Tresta, Twatt und West Burrafirth.
Aus dem Civil Parish ging Ende des 20. Jahrhunderts die Community Council Area Aithsting and Sandsting hervor.